# Heteropyxis natalensis
Heteropyxis natalensis es una especie de árbol pequeño de la familia de las mirtáceas.

## Descripción
H. natalensis, es natural de Zimbabue a través de Limpopo, Mpumalanga y KwaZulu-Natal de Sudáfrica. Es un árbol delgado, vertical que alcanza los 5-7 metros de altura. crece en los márgenes de los bosques, afloramientos rocosos, laderas y termiteros. Tiene las flores en panículas fragantes de color crema a amarillo claro. 